# Прохоров, Константин Анатольевич
Константин Анатольевич Прохоров (19 июля 1941 — 8 августа 2010) — советский хоккеист, защитник, нападающий.
Победитель молодёжного чемпионата СССР в составе ЦСКА 1958/59, провёл несколько матчей за команду в чемпионате СССР 1959/60. В сезоне 1961/62 играл в классе «А» за СКА (Куйбышев). Выступал в низших лигах за «Темп» Загорск (1963/64 — 1964/65) и «Торпедо» Подольск (1966/67 — 1969/70).